# Quantic Dream
A Quantic Dream francia videójáték-fejlesztő stúdió, amelyet 1997-ben alapítottak Párizsban, Franciaországban. Motion capture szolgáltatásokat is nyújtanak filmes és játékfejlesztő cégeknek. Leginkább az interaktív történet-központú játékaikról ismertek mint a Fahrenheit, a Heavy Rain, a Beyond: Two Souls vagy a Detroit: Become Human.

## Története
Első játékuk az 1999-ben Microsoft Windowsra és Dreamcastra megjelent Omikron: The Nomad Soul volt, melynek David Bowie szerezte a zenéjét. Ezután a Quark játék fejlesztésébe kezdtek, de ezt később leállították. A következő két évben a Quantic Dream keményen dolgozott, hogy továbbfejlessze a gyártási infrastruktúráját, amit először a Quarkban használt. 2002-ben kezdtek bele a Fahrenheit (Észak-Amerikában Indigo Prophecy címen jelent meg) munkálataiba, amiben először használták az interaktív filmes technológiájukat, mely lehetővé teszi, hogy a játékos döntései befolyásolják a történet alakulását.
A Fahrenheitet általánosan nagyon jól fogadták, még a megjelenése előtt több díjat és jelölést kapott, a nagyobb játékos kiadványok pedig mind magas értékelésekkel jutalmazták. A Quantic Dream honlapja szerint több mint 800 000 példány kelt el belőle világszerte. 2005-ben bejelentették a Heavy Raint és az Omikron 2-t. 2006-ban a Heavy Rain pozitív kritikákat kapott a egy korai technológiai demója lenyűgöző grafikájáért. 2010-es megjelenésekor is jól fogadták és több mint 2 000 000 példány kelt el belőle.
2022 augusztusában a NetEase, amely korábban kisebbségi részesedéssel rendelkezett, mintegy 100 millió euróért megvásárolta a Quantic Dreamet.

## Játékok
| Megjelenés | Cím                     | Platform(ok)                           |
| ---------- | ----------------------- | -------------------------------------- |
| 1999       | Omikron: The Nomad Soul | Microsoft Windows, Dreamcast           |
| 2005       | Fahrenheit              | PlayStation 2, Xbox, Microsoft Windows |
| 2010       | Heavy Rain              | PlayStation 3, PlayStation 4, Windows  |
| 2013       | Beyond: Two Souls       | PlayStation 3, PlayStation 4, Windows  |
| 2018       | Detroit: Become Human   | PlayStation 4, Windows                 |

## Motion capture
A Quantic Dream rendelkezik egy saját motion capture stúdióval, amely 64 Vicon kamerából áll. (T160 és Mx40 rendszerek). Dolgoztak a 2004-es Halhatatlanok című francia fantasy filmen is, melyet teljes egészében digitális háttér előtt vettek fel, keverve az élő szereplőket a számítógép által létrehozott környezettel.

## Fordítás
Ez a szócikk részben vagy egészben  a   Quantic Dream című angol Wikipédia-szócikk ezen változatának fordításán alapul.  Az eredeti cikk szerkesztőit annak laptörténete sorolja fel. Ez a jelzés csupán a megfogalmazás eredetét és a szerzői jogokat jelzi, nem szolgál a cikkben szereplő információk forrásmegjelöléseként.